# Анализ чувствительности
Анализ чувствительности  инвестиционного проекта (англ. sensitivity analysis)– это оценка влияния изменения исходных параметров инвестиционного проекта (инвестиционные затраты, приток денежных средств, ставка дисконтирования, операционные расходы и т. д.) на его конечные характеристики, в качестве которых, как правило, используется IRR или NPV. В ходе анализа чувствительности инвестиционного проекта, сначала определяются исходные параметры (показатели), по которым производят расчет чувствительности инвестпроекта. Затем осуществляют последовательно-единичное изменение каждого выбранного показателя.

## Определение
Согласно профессору Энтони Аткинсону анализ чувствительности — это анализ влияния изменения параметра на решение, а не на результат. Английский профессор Колин Друри дополняет: анализ чувствительности оценивает насколько чистая приведенная стоимость реагирует на изменения переменных, которые используются для её вычисления.
Американский профессор Стивен Росс отмечает, что анализ чувствительности — это вид анализа сценариев инвестиционного проекта, который исследует возможные колебания NPV (т.е. её чувствительность) при изменении только одной переменной. Если при этом NPV оказывается чрезмерной чувствительной к относительно малым изменениям стоимости компонентов npoeктного движения наличности, риск прогнозирования, связанный с этой переменной, высок.

## Анализ «что, если»
Согласно профессору Энтони Аткинсону анализ «что, если» — это анализ, который исследует влияние изменения параметра на результат.

### Переменные
В качестве варьируемых исходных переменных принимают:
- объём продаж;
- цену за единицу продукции;
- инвестиционные затраты или их составляющие;
- график строительства;
- операционные затраты или их составляющие;
- срок задержек платежей;
- уровень инфляции;
- процент по займам, ставку дисконта и др.

### Показатели проекта
В качестве результирующих показателей реализации проекта могут выступать:
1. показатели эффективности
  - чистый дисконтированный доход
  - внутренняя норма доходности
  - индекс доходности
  - срок окупаемости
  - рентабельность инвестиций
2. ежегодные показатели проекта
  - балансовая прибыль
  - чистая прибыль
  - остаток накопленных реальных денег.

### Формы анализа чувствительности
Анализ чувствительности может выполняться в различных формах:
1. При относительном анализе чувствительности сравнивается относительное влияние исходных переменных (при их изменении на фиксированную величину, например, на 10 %) на результирующие показатели проекта. Этот анализ позволяет определить наиболее существенные для проекта исходные переменные; их изменение должно контролироваться в первую очередь.
2. Абсолютный анализ чувствительности позволяет определить численное отклонение результирующих показателей при изменении значений исходных переменных. Значения переменных, соответствующие нулевым значениям результирующих показателей, соответствуют рассмотренным выше показателям предельного уровня.
3. Анализ результирующих показателей при самых пессимистических, наиболее вероятных и оптимистических оценках по каждому анализируемому параметру (переменной).

Результаты анализа чувствительности приводятся в табличной или графической формах. Последняя является более наглядной и применяется в презентационных целях.

## Критика
Анализ чувствительности имеет ограничения:
- оцениваются изменения одной переменной, в то время как эти изменения могут повлечь изменения и других переменных. Данный метод однофакторный: метод требует, чтобы изменения по каждому ключевому параметру были изолированы друг от друга;
- этот метод не показывает вероятности изменения ключевых переменных или их комбинации.

## Анализ сценариев
Анализ сценариев развития проекта позволяет оценить влияние на проект возможного одновременного изменения нескольких переменных через вероятность каждого сценария. Этот вид анализа может выполняться как с помощью электронных таблиц (например, Microsoft Excel версии не ниже 4.0), так и с применением специальных компьютерных программ, позволяющих использовать методы имитационного моделирования.
В первом случае формируются 3—5 сценариев развития проекта. Каждому сценарию должны соответствовать:
- набор значений исходных переменных,
- рассчитанные значения результирующих показателей,
- некоторая вероятность наступления данного сценария, определяемая экспертным путём.

В результате расчета определяются средние (с учетом вероятности наступления каждого сценария) значения результирующих показателей.
Согласно международным стандартам бизнес-планирования анализ чувствительности является неотъемлемой составляющей бизнес-планов, так Организация по промышленному развитию при ООН ЮНИДО (UNIDO) разработала в 1978 году «Руководство по подготовке промышленных технико-экономических исследований».